# Morrill (Nebraska)
Morrill es una villa ubicada en el condado de Scotts Bluff en el estado estadounidense de Nebraska. En el Censo de 2010 tenía una población de 921 habitantes y una densidad poblacional de 592,67 personas por km².

## Geografía
Morrill se encuentra ubicada en las coordenadas 41°57′50″N 103°55′28″O / 41.96389, -103.92444. Según la Oficina del Censo de los Estados Unidos, Morrill tiene una superficie total de 1.55 km², de la cual 1.55 km² corresponden a tierra firme y (0%) 0 km² es agua.

## Demografía
Según el censo de 2010, había 921 personas residiendo en Morrill. La densidad de población era de 592,67 hab./km². De los 921 habitantes, Morrill estaba compuesto por el 93.27% blancos, el 0% eran afroamericanos, el 1.3% eran amerindios, el 0.54% eran asiáticos, el 0% eran isleños del Pacífico, el 3.58% eran de otras razas y el 1.3% pertenecían a dos o más razas. Del total de la población el 10.1% eran hispanos o latinos de cualquier raza.